# Helene von Bismarck
Helene von Bismarck (geb. 1981 in Brüssel) ist eine deutsche Historikerin, Autorin und politische Kommentatorin.

## Leben
Helene von Bismarck wuchs in Russland, Deutschland und Belgien auf. Sie absolvierte ihr europäisches Baccalaureat und nahm nach einem Gap Year in Italien ein Studium der Geschichte und Politik an der Ludwig-Maximilians-Universität in München sowie an der Humboldt-Universität zu Berlin (HUB) auf. Sie promovierte 2011 an der HUB im Fachbereich der modernen Geschichte. Seit 2021 ist sie Visiting Research Fellow am Centre for British Politics and Government am King’s College London. Sie ist häufig im Vereinigten Königreich tätig, wo sie in den National Archives in Kew forscht. Von Bismarck lebt in Hamburg.

## Wirken
Helene von Bismarck hat sich auf britische Geschichte und Politik spezialisiert. Ihr erstes Buch Conceptions of Informal Empire: British Policy in the Persian Gulf, 1961–68 (2013) fand in der Forschungsgemeinschaft Anerkennung, insbesondere für die Darstellung der britischen Bemühungen, Position im Golf während der 1960er-Jahre zu entwickeln und zu verteidigen, als Antwort auf die Herausforderungen durch den arabischen Nationalismus. Ihre Arbeiten über britische Außenpolitik, deutsch-britische Beziehungen, Brexit und deutsche Außenpolitik finden sich in Zeitschriften wie Foreign Policy, The Guardian, Financial Times und Frankfurter Allgemeine Zeitung. Sie ist regelmäßig als Kommentatorin für den BBC World Service tätig und tritt in deutschen sowie britischen Medien auf.

## Auszeichnungen
Im Jahr 2018 wurde von Bismarck aufgrund ihrer Beiträge zur historischen Forschung zum Fellow der Royal Historical Society ernannt.